# Heinz Flockenhaus
Heinrich „Heinz“ Flockenhaus (* 1856 in Remscheid, Rheinprovinz; † 1919 oder 1921 in Düsseldorf) war ein deutscher Landschaftsmaler der Düsseldorfer Schule.

## Leben und Werk

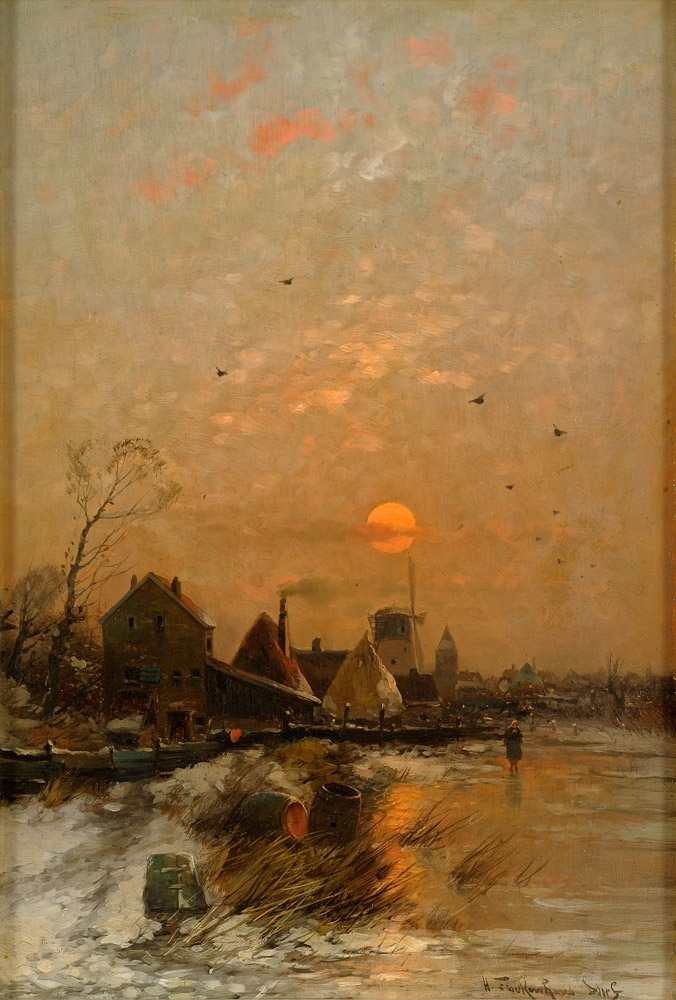
Winterlandschaft

Über Flockenhaus’ künstlerischen Werdegang ist wenig bekannt. Er lebte und arbeitete in Düsseldorf, wo er 1893 als Nachbar des Porträtmalers Emil Schwabe in dem Haus Adlerstraße 20 in Pempelfort wohnte. 1887 hielt er sich in den Niederlanden auf. Bekannt ist er für seine stimmungsvollen, impressionistisch beeinflussten Winterlandschaften, deren Motive er besonders am Niederrhein und in den Niederlanden fand.